# KV Rigtersbleek
KV Rigtersbleek is een Nederlandse korfbalvereniging uit Enschede.

## Geschiedenis
De vereniging is opgericht op 14 september 1926 en heeft een rijke historie. De club is ontstaan uit de personeelsvereniging van de textielfabriek Rigtersbleek.
In Enschede ontstonden een aantal textielfabrieken in de periode 1890-1900, waaronder Rigtersbleek (1897). De fabriek produceerde vooral katoen dat verscheept werd naar Nederlands-Indië.
In 1910 werd een sportvereniging opgericht vanuit het personeel van de fabriek, met de naam Rigtersbleek. In eerste instantie was voetbal de hoofdsport, wat in die tijd alleen door mannen gespeeld werd. In 1926 wensten de vrouwelijke personeelsleden ook mee te doen met de sportvereniging, maar het bestuur vond het geen goed idee als de vrouwen aan voetbal zouden doen. Vandaar dat er een korfbal-tak werd opgericht, zodat mannen en vrouwen gezamenlijk konden sporten.
Zowel de voetbalclub als de korfbalclub werden zelfstandig en per 1976 kreeg de korfbalclub een nieuw, eigen onderkomen, genaamd Bleekrondom

## Hoofdklasse
Voor een lange periode was de hoogste Nederlandse korfbalcompetitie, zowel in de zaal als op het veld de Hoofdklasse.
Rigtersbleek speelde in de begin jaren '60 in de Hoofdklasse veld, om daar in 1964 uit te degraderen toen de veldcompetitie van 2 poules naar 1 poule ging. Het zou niet meer terug promoveren naar dit hoogste niveau.
In de zaal speelde Rigtersbleek nimmer in de Hoofdklasse.